# Aplanulata
Aplanulata is een onderorde van neteldieren uit de klasse van de Hydrozoa (hydroïdpoliepen).

## Families
- Acaulidae Fraser, 1924
- Boeromedusidae Bouillon, 1995
- Boreohydridae Westblad, 1947
- Candelabridae Stechow, 1921
- Corymorphidae Allman, 1872
- Hydridae Dana, 1846
- Margelopsidae Mayer, 1910
- Paracorynidae Picard, 1957
- Protohydridae Allman, 1888
- Tubulariidae Goldfuss, 1818